# Lekkoatletyka na Letnich Igrzyskach Paraolimpijskich 2004 – rzut dyskiem kl. F52 mężczyzn
W rzucie dyskiem kl. F52 (zawodnicy na wózkach inwalidzkich) mężczyzn podczas Letnich Igrzysk Paraolimpijskich 2004 rywalizowało ze sobą 6 zawodników.

## Wyniki

### Finał
| Poz. | Zawodnik         | Narodowość    | Rezultat | Uwagi |
| ---- | ---------------- | ------------- | -------- | ----- |
| 1    | Aigars Apinis    | Łotwa         | 18.98    | PR    |
| 2    | Rico Glagla      | Niemcy        | 16.85    |       |
| 3    | Peter Martin     | Nowa Zelandia | 15.96    |       |
| 4    | Horacio Bascioni | Argentyna     | 15.96    |       |
| 5    | Garrett Culliton | Irlandia      | 15.86    |       |
| 6    | Rodney Farr      | Australia     | 15.08    |       |